# Birten

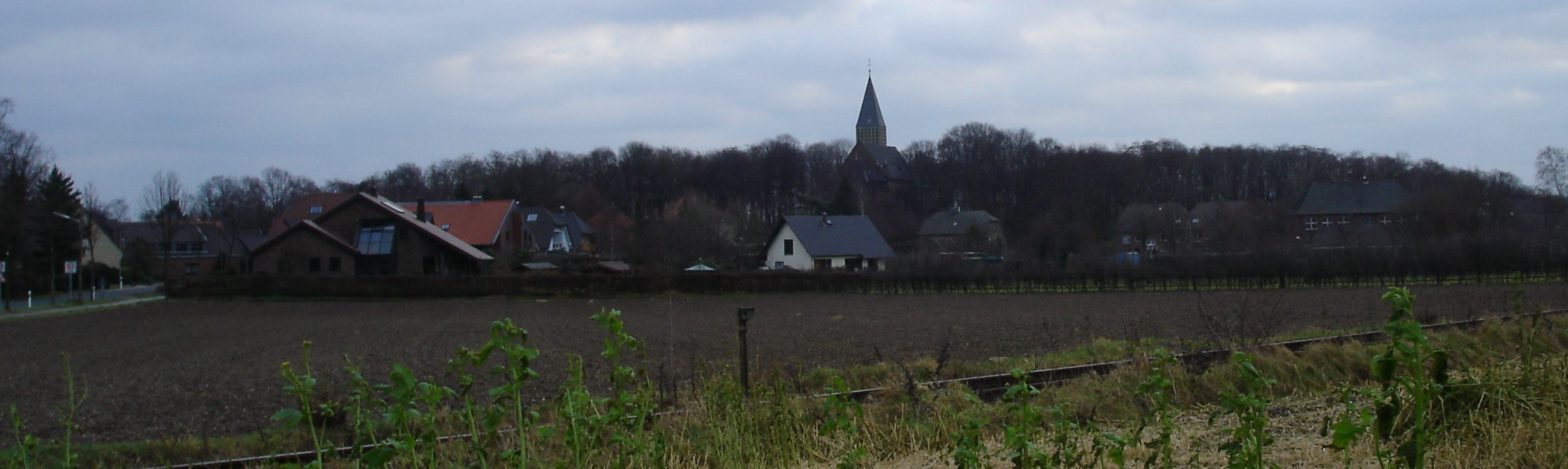
Oberbirten

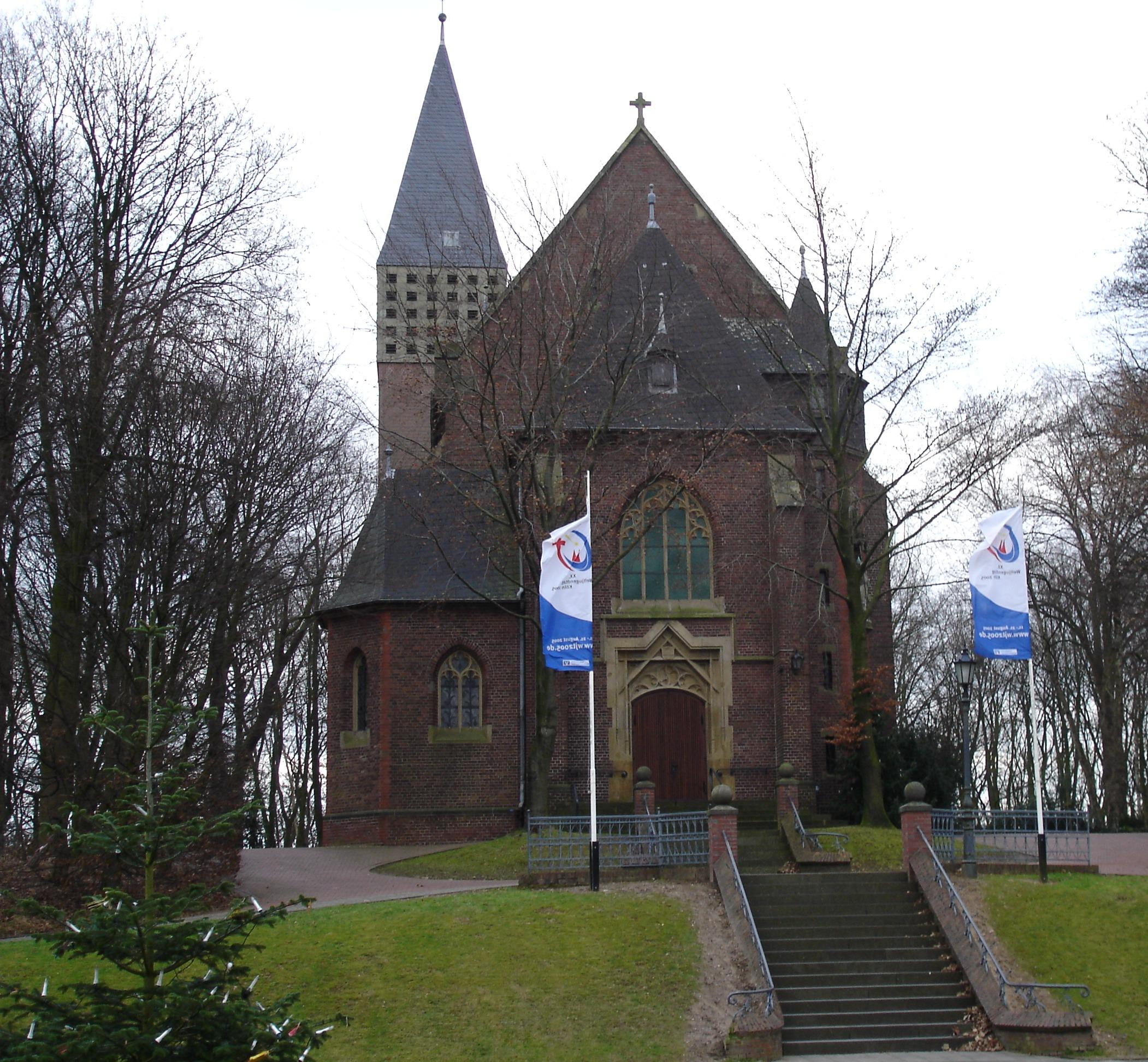
Kirche St. Viktor

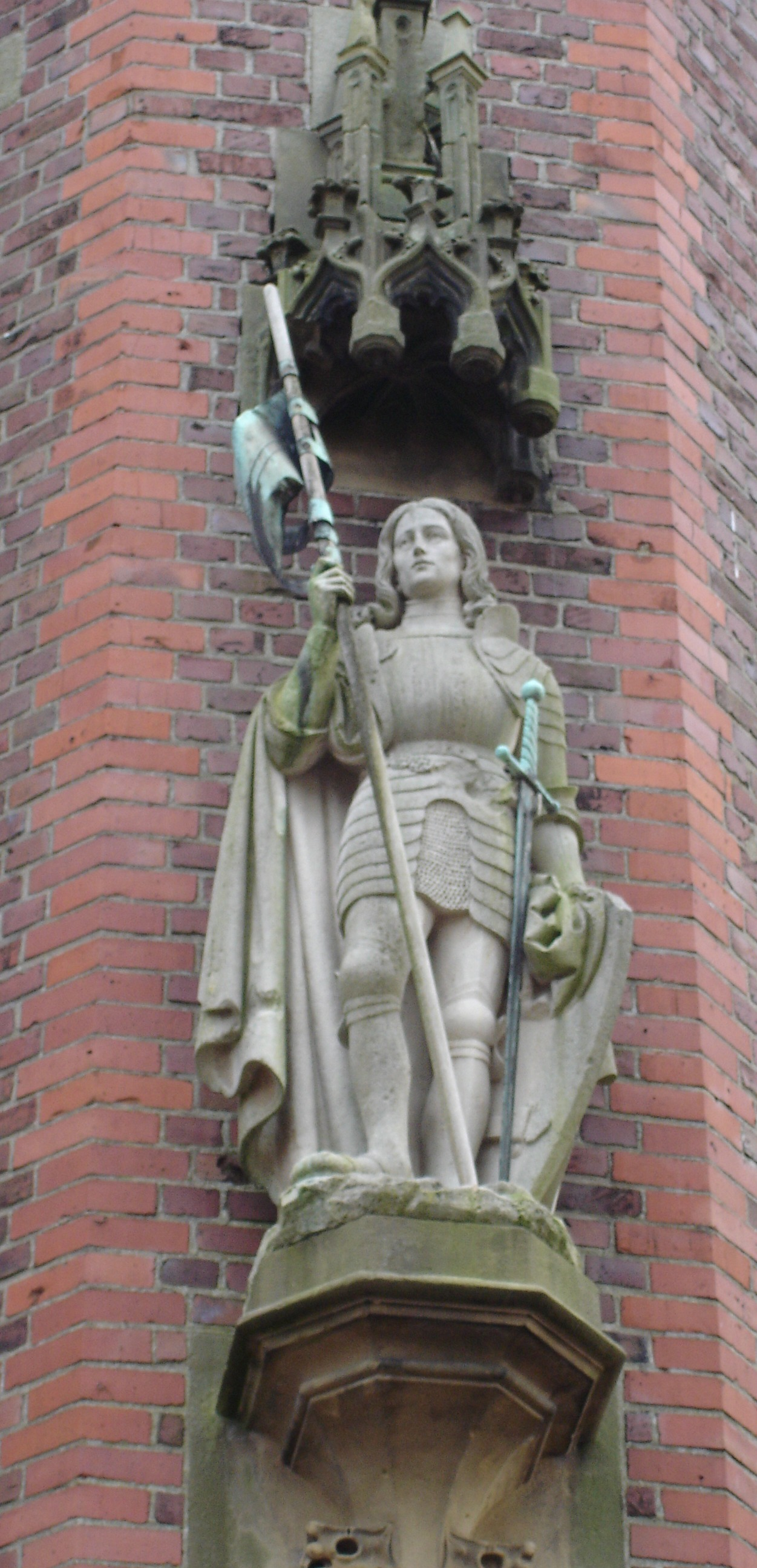
Statue des heiligen Viktor an der Seite der Kirche

Birten, bis 1969 eine eigenständige Gemeinde zuletzt im Amt Alpen-Veen und dem Kreis Moers, ist heute ein Stadtteil und einer der sechs Stadtbezirke der nordrhein-westfälischen Stadt Xanten im Kreis Wesel.

## Geographie
Birten liegt wenige Kilometer südöstlich von Xanten und teilt sich in die zwei Ortsteile Oberbirten und Unterbirten, die durch die Bundesstraße 57 voneinander getrennt werden. Oberbirten liegt am Fuße des Fürstenbergs inmitten von Laub- und Nadelwald, Unterbirten am Altrhein in direkter Nähe des Naturschutzgebiets Bislicher Insel.

## Geschichte
Erste Belege menschlichen Lebens im heutigen Ortsgebiet stellen Beile dar, die aus der Jungsteinzeit stammen.

### Antike
Um 15 v. Chr. wurde das römische Legionslager Vetera auf dem Fürstenberg nahe dem heutigen Birten gegründet. Zu diesem Zeitpunkt bestand das Umland des Lagers vor allem aus Sumpf- und Moorlandschaften, was in Verbindung mit der erhöhten Lage des Fürstenbergs einen strategischen Vorteil darstellte. Das Lager sollte als Ausgangspunkt für Feldzüge in das rechtsrheinische Germanien dienen (so waren auch an der Varusschlacht beteiligte Legionen hier stationiert) und wurde bis zu seiner Vernichtung im Rahmen des Bataveraufstands im Jahr 70 n. Chr. dauerhaft durch 8.000 bis 10.000 Legionäre besetzt. 
Nach der Vernichtung von Vetera wurde unweit von diesem auf der Bislicher Insel ein neues Legionslager errichtet, das den Namen Vetera fortführte.
Beide Lager sind heute nicht mehr erhalten. Es existiert nur noch das Erdwalltheater von Vetera I, das heute als Freilichtbühne für Orchester oder Comedians genutzt wird. Hier soll auch im 4. Jahrhundert Viktor von Xanten als Angehöriger der Thebäischen Legion das Martyrium erlitten haben.

### Mittelalter
Zu einer Besiedlung des Gebiets des heutigen Birtens kam es erstmals im 5. Jahrhundert nach dem Untergang des weströmischen Reiches, als sich Franken abseits der ehemals römischen Niederlassungen ansiedelten. Diese erste Siedlung wurde „Bertunense“, später auch „Beurtina“ oder „Bertuna“ und im 11. Jahrhundert „Birthine“ genannt. Hieraus entwickelte sich der heutige Ortsname Birten. Eine erste urkundliche Erwähnung Birtens stammt vom Bischof Gregor von Tours. Dieser berichtet über Bischof Everigisil von Köln, der um 590 n. Chr. eine Kapelle bei Bertunense zu einer Kirche erweitern ließ. Da diese Kirche in Birten archäologisch nicht nachweisbar ist, scheint eine Errichtung über dem Friedhof der Colonia Ulpia Traiana und somit im heutigen Xanten wahrscheinlich, wo eine solche bereits für das 4. Jahrhundert nachgewiesen werden konnte.
Im Jahr 863 überfielen Normannen das Xantener Kirchenstift und plünderten dabei auch Birten, das sich zu diesem Zeitpunkt bereits zu einem Markt weiterentwickelt hatte. 880 überfielen abermals Normannen den Ort und brannten ihn vollständig nieder. Im März 939 wurde Birten Schauplatz einer Schlacht, die in Verbindung mit der Schlacht bei Andernach die Zugehörigkeit des Rheinlandes zum Reich Ottos des Großen besiegelte.
In einer Urkunde von 1161 bestätigte der Gegenpapst Viktor IV. der Abtei Deutz ihre Besitzungen. In der Aufstellung wurde „Birtine“ angeführt.
Ende des 14. Jahrhunderts wurde nahe dem heutigen Birten der Rittersitz Winnenthal, heute eine der ältesten erhaltenen Wasserburgen des Niederrheins, errichtet. Gegenwärtig dient es als Seniorenheim.
Im Jahr 1557 sowie abermals zum Ende des Dreißigjährigen Krieges und 1764 verlagerte sich das Flussbett des Rheins, so dass weite Teile Birtens entweder unterspült oder überflutet und schließlich aufgegeben wurden. Die Bewohner Birtens gründeten darauf neue Siedlungen unweit südwestlich im höher gelegenen Gelände am Fuße des Fürstenbergs.

### Neuzeit
Nachdem Birten aufgrund der Verlagerung des Rheinbetts von 1557 bis 1764 bereits dreimal aufgegeben worden war, erhielt die nun vierte Siedlung 1788 erstmals einen „Schutz“ vor weiteren Fluten, als für den Rhein durch einen Kanal auf der Bislicher Insel ein neues Bett errichtet wurde. Die mittlerweile fünfte Kirche der Ortschaft wurde 1767 fertiggestellt, als Schutzpatron ersetzte St. Viktor den Heiligen St. Peter, dessen Namen die Birtener Kirchen zuvor getragen hatten. Bereits 1905, damals lebten in Birten circa 1.000 Einwohner, wurde jedoch eine neue Kirche eingeweiht, da der bisherige Kirchenbau nicht mehr genug Platz für alle Bewohner Birtens bot. Diese ebenfalls St. Viktor genannte Kirche wurde am Ende des Zweiten Weltkrieges von den verteidigenden Fallschirmjägern der Wehrmacht vor Übergabe der Ortschaft an alliierte Truppen in Brand gesteckt und der Kirchturm gesprengt, obwohl sie von Fliegerbomben bisher verschont geblieben war. Während des Krieges befand sich in Birten eine Munitionsanstalt. 
Am 1. April 1939 wurde die Gemeinde Winnenthal nach Birten eingemeindet. Im Zuge der kommunalen Neuordnung wurde am 1. Juli 1969 die Gemeinde Birten, die bis dahin Teil des Amtes Alpen-Veen gewesen war, in die Stadt Xanten eingegliedert.

## Politik

### Wappen, Siegel und Banner
Die Gemeinde Birten führte bis zu ihrer Eingemeindung ein Wappen, ein Siegel sowie ein Banner.

Wappen

Wappen Blasonierung: In Rot eine achtstrahlige goldene (gelbe) Lilienhaspel; darüber ein silberner (weißer) Schlüssel mit dem Bart rechts oben. Das Wappen wurde am 11. Dezember 1962 vom Regierungspräsidenten in Düsseldorf genehmigt.
Bedeutung: Das Wappen basiert auf einem alten Schöffensiegel Birtens aus dem 15. Jahrhundert. Die Lilienhaspel steht für die Zugehörigkeit zum Herzogtum Kleve und der Schlüssel erinnert an den hl. St. Peter, dem Schutzpatron des Ortes.
Siegel Das Siegel der ehemaligen Gemeinde Birten basiert auf dem Wappen Birtens und ist mit dem Schriftzug „Gemeinde Birten“ umrundet, wobei das Wort "Gemeinde" oben im Siegel steht und das Wort "Birten" unten. Die beiden Wörter werden hierbei durch zwei kleine Kreise getrennt.
Banner Das Banner der ehemaligen Gemeinde Birten gleicht dem Wappen: Es ist eine gelbe Lilienhaspel auf rotem Tuch, welche mit einem aufgerichteten weißem Schlüssel belegt ist.

## Sehenswürdigkeiten
- Kirche St. Viktor
- Burg Winnenthal, die älteste Wasserburg am Niederrhein
- Amphitheater Birten, eine Freilichtbühne für Orchester oder Comedians
- Haus Fürstenberg, Herrensitz aus dem 19. Jahrhundert
- Kreuzkapelle, ehemalige Klosterkapelle auf dem Fürstenberg

## Verkehr
Birten hatte einen Haltepunkt an der Bahnstrecke Rheinhausen–Kleve und einen Bahnhof an der Bahnstrecke Boxtel–Büderich. Erstgenannte Strecke wird noch bis Xanten befahren, die Züge passieren Birten jedoch ohne Halt; letztgenannte Strecke hingegen ist stillgelegt.